# Le Sucre
Pour les articles homonymes, voir Sucre (homonymie).
Pour plus de détails, voir Fiche technique et Distribution.
Le Sucre est un film français réalisé par Jacques Rouffio, sorti en 1978, adaptation du livre homonyme de Georges Conchon.
Une affaire d'escroquerie en lien avec la bulle spéculative sur le marché des matières premières, en l'occurrence celle du sucre de 1974. Un petit épargnant, Adrien Courtois (Jean Carmet), y perd tout l'héritage de sa femme. Le vicomte Raoul-Renaud d'Homécourt de la Vibraye (Gérard Depardieu) est un courtier fantasque et sans scrupules. Entre les deux hommes, si différents, va naître une amitié et une complicité.
Autour de ce couple gravitent des personnages savoureux : Karbaoui (Roger Hanin), l'homme d'affaires pied-noir exubérant et magouilleur ; Grézillo (Michel Piccoli), patron de l'industrie sucrière et mégalomane, une pharmacienne de province, madame Courtois, d'abord austère et introvertie puis qui « explose » avec l'arrivée de la fortune.

## Synopsis
Le roi du sucre Grezillo reconnaît une abondance de matière première et stoppe la production. Le sucre se raréfie et les magasins sont en manque. Le cours des actions sucrières commence alors à monter en bourse . Le courtier en valeurs mobilières Raoul-Renaud Homecourt conseille donc à ses clients d'investir dans les valeurs sucrières. Adrien Courtois, préretraité, est incertain. L'inspecteur des impôts vient de prendre sa retraite et gère le patrimoine de son épouse, qui a hérité de 237 millions d'anciens francs en raison de cinq morts subites dans la famille. Raoul est le conseiller financier de son cousin éloigné et tend l'oreille lorsqu'Adrien lui fait part de sa fortune. Adrien ne connaît pas grand-chose à la bourse et n'achète dans un premier temps qu'un seul lot de sucre, soit 50 tonnes. Il est surpris et heureux lorsque, peu de temps après, Raoul lui apprend que les prix du sucre à la bourse ont continué à augmenter et qu'il a ainsi réalisé un bénéfice de 2 500 francs. Adrien continue désormais d'investir dans les valeurs sucrières, rachetant au total douze titres et persuadant Raoul d'accepter une commande en blanc de sa part pour ne pas avoir à se déplacer à Paris pour en acheter de nouvelles .
Lors d'un luxueux voyage en Amérique avec sa femme, Adrien apprend qu'une surabondance de sucre s'est soudainement installée. Grezillo a rouvert les ventes de sucre et le prix en bourse, qui était passé de 2 000 francs la tonne à 8.000 francs, baisse rapidement. Adrien cache cette évolution à sa femme, mais ne parvient pas à vendre ses actions. Raoul, qui a été viré par son supérieur, fait équipe avec Adrien pour récupérer son argent et ainsi vaincre le système. Adrien lui promet 30 % de commission en échange. Adrien possède au total 16 pièces de sucre et donc une perte potentielle de 330 millions de francs. Raoul peut vendre deux articles et demander à son patron de payer quatre autres articles parce qu'ils ont été achetés avec des commandes vierges interdites. Depuis que les banques ont fait preuve de négligence lors du boom du sucre, quatre d’entre elles sont aujourd’hui confrontées à la faillite, ce que Grezillo n’avait pas prévu. Il est décidé de fermer la bourse, ce qui signifie un sursis pour Adrien : là où il n'y a pas de marché, aucune dette envers le marché ne peut être réglée.
Pendant que Raoul et Adrien sont en vacances dans la nouvelle villa avec piscine de ce dernier, le collecteur de dettes Pergamont apparaît dans la propriété. Le marché a rouvert depuis peu de temps et Adrien est censé payer ses dettes. Il est clair que le marché veut avant tout répercuter les coûts du boom sucrier sur les petits spéculateurs, car les grands ont depuis longtemps exporté leurs bénéfices vers la Suisse. Adrien perd espoir et tente même de se suicider, Raoul traque Pergamont, le prenant des photos avec des prostituées et finissant par le faire chanter. Finalement, il fait signer à Pergamont un document selon lequel Adrien ne doit plus d'argent à personne. La femme d'Adrien n'a rien remarqué. Alors que tout le monde se réunit  au bord de la piscine dans la maison nouvellement construite, elle apprend qu'un autre parent est décédé et lui a laissé une très grosse somme d'argent.

## Fiche technique
- Titre : Le Sucre
- Réalisation : Jacques Rouffio
- Scénario : Jacques Rouffio (scénario) et Georges Conchon (scénario et dialogues, d'après son livre éponyme)
- Assistant réalisateur: Philippe Lopes-Curval et John Lvoff
- Photographie : René Mathelin
- Son : William-Robert Sivel
- Décors : Jean-Jacques Caziot, Claude Lenoir
- Musique : Philippe Sarde
- Montage : Geneviève Winding
- Production : Lise Fayolle, Giorgio Silvagni
- Sociétés de production : Cinéproductions, SFP Cinéma
- Dates de tournage : 3 avril 1978 - 9 juin 1978
- Pays d'origine :  France
- Format : couleur - 35 mm
- Genre : comédie satirique
- Durée : 104 minutes
- Date de sortie : France : 15 novembre 1978
- Affiche : René Ferracci (France)

## Distribution
- Jean Carmet : Adrien Courtois
- Gérard Depardieu : Raoul-Renaud vicomte d'Homecourt de la Vibraye
- Nelly Borgeaud : Hilda Courtois
- Roger Hanin : Roger Karbaoui
- Marthe Villalonga : Madame Karbaoui
- Michel Piccoli : Grezillo
- Claude Piéplu : le président Bérot
- Tony Taffin : Flanqué, directeur de la Bourse
- Pierre Vernier : Latoussaint, banquier
- Georges Descrières : De Mandelmont
- Jean-Paul Muel : Pergamont
- Jean-Claude Dreyfus : Mimine
- Jean Champion : le ministre du Commerce
- Maurice Chevit : M. Lomont
- Mathé Souverbie : Mme Lomont
- Laurent Spielvogel : ?
- Étienne Draber :  Le docteur qui perd sur le sucre l'argent gagné sur la laine.
- Dominique Bernard
- Georges Lescuyer : M. Leroy-Berthet, l'homme pointilleux sur le règlement
- Georges Conchon : Le directeur des impôts et contributions (également scénariste et dialoguiste)
- Michel Such : le poissonnier reconnaissant
- Denise Gence (n’apparaît pas dans les copies actuellement visibles)

## Distinctions
| Nommé                                             | Personne                        |
| ------------------------------------------------- | ------------------------------- |
| César du meilleur scénario original ou adaptation | Georges Conchon Jacques Rouffio |
| César du meilleur acteur                          | Gérard Depardieu                |
| César du meilleur acteur                          | Jean Carmet                     |
| César du meilleur acteur dans un second rôle      | Jean Carmet                     |
| César de la meilleure actrice dans un second rôle | Nelly Borgeaud                  |

## Dans la culture populaire
Le personnage du "vicomte Raoul d'Homecourt de la Vibraye" s'inspire de la vie d'un agent de change, Roland Gadala, dont le rôle fut prépondérant dans l'ascension du capitaine d'industrie, François Pinault. Son nom apparaît également dans Mon beau-frère a tué ma sœur, interprété par Jean-Pierre Bisson. Au début du film, Depardieu sort d'un immeuble du boulevard Delessert à Paris. Or Benjamin Delessert s'est rendu célèbre sous le Premier Empire en développant la méthode d'extraction du sucre de la betterave qui avait été inventée par Jean-Baptiste Quéruel. Il a reçu pour cela le titre de baron d'Empire.